# Anyphops phallus
Anyphops phallus là một loài nhện trong họ Selenopidae.
Loài này thuộc chi Anyphops. Anyphops phallus được George Newbold Lawrence miêu tả năm 1952.